# اهدای عضو در شریعت یهودی
اهدای عضو در شریعت یهودی با ابهامات و پرسشهایی روبروست. اما با توجه به گسترش روز افزون آن، هر دو گروه از یهودیان اعم از یهودیان بنیادگرا و سکولار پیوند اعضای فردی که دچار ایست قلبی غیرقابل بازگشت شده‌است را مجاز می‌دانند.